# Holendry Strzeleckie
Holendry Strzeleckie (prononciation [ xɔˈlɛndrɨ stʂɛˈlɛt͡skʲɛ]) est un village de la gmina de Strzelce, du powiat de Kutno, dans la voïvodie de Łódź, situé dans le centre de la Pologne.
Il se situe à environ 12 kilomètres au nord de Kutno (siège du powiat) et 62 kilomètres au nord de Łódź (capitale de la voïvodie).

## Administration
De 1975 à 1998, le village était attaché administrativement à l'ancienne voïvodie de Płock.

Depuis 1999, il fait partie de la nouvelle voïvodie de Łódź.